# ASA 1000 GT
Der ASA 1000 GT ist ein Sportwagen des ehemaligen italienischen Automobilherstellers Autocostruzione SpA, kurz ASA. Er wurde 1962 vorgestellt und von 1964 bis zur Schließung des Unternehmens 1967 gebaut.

## Geschichte

### 1959, Ferrari 854
Im Dezember des Jahres 1959 stellte Ferrari auf einer Pressekonferenz das Projekt 854 vor. Unter dieser Bezeichnung wollte Ferrari ein kleines Sportcoupé mit einem Vierzylindermotor und einem Hubraum von 850 cm³ auf den Markt bringen. (Daher auch die Bezeichnung 854 – 850 cm³ und 4-Zylinder) Vorgesehen war die Produktion von 3000 bis 5000 Einheiten pro Jahr zu einem Preis ab Werk von 1.600.000 Lire pro Stück. Zu diesem Zweck hatte Ferrari bereits einen Vierzylinder-Viertakt-Reihenmotor mit einer Bohrung von 65 mm und einem Hub von 64 mm (entspricht einem Hubraum von 849 cm³) entwickelt. Er besaß eine obenliegende Nockenwelle und leistete, mit einem Solex-Vergaser und einer Verdichtung von 9:1, 75 PS bei 6800/min. Ein Motorsportjournalist wies 1960 auf das Potenzial des Motors hin, wenn er mit anderen Vergasern und höherer Verdichtung ausgestattet werden würde und wenn dann auch noch eine leichte Karosserie mit entsprechendem Fahrgestell zum Einsatz käme, dann würde er eine große Gefahr für die dominanten Fiat Abarth 850 darstellen.

### 1960, Pininfarina Coupé
Kurze Zeit nach der Vorstellung des Ferrari 854 entschied Ferrari das Auto nicht in seiner Firma herzustellen und das Konzept an eine außen stehende Firma zu vergeben. Um die Idee und ihr Potenzial besser präsentieren zu können, ließ er den Motor in ein entsprechend modifiziertes Fiat-1200-Fahrgestell einbauen. Der Radstand betrug 2210 mm und die Spur 1283 mm. Zu dem designte Pininfarina ein zweisitziges Stufenheckcoupé. Weitere Ausstattungsmerkmale waren 13-Zoll-Räder und ein Vierganggetriebe mit Overdrive von Laycock-de Normanville für die Gänge drei und vier. Das Leergewicht betrug etwas über 700 kg. Interessant waren die angebrachten Markenzeichen. Auf dem Kühlergrill war ein Symbol eines Maschinengewehrs und auf der Motorhaube ein Stern, den die US-amerikanische Zeitschrift Sports Cars Illustrated mit einem Sheriffstern verglich, angebracht. Über die Bedeutung der Embleme kann nur spekuliert werden, da Ferrari keine Auskunft dazu gab.
Mitte 1960 wurde das Projekt erweitert. Das Fahrzeug sollte nun einen Motor mit drei Leistungsstufen bekommen. Die sich daraus ergebende Modellpalette sollte eine Touringversion mit 64 PS, eine GT-Version mit 72 PS und eine Sportversion mit 84 PS beinhalten. Entsprechende Motorentests begannen ebenfalls zu dieser Zeit.

### 1961, Bertone Mille
1960 und 1961 benutzte Enzo Ferrari das Pininfarina Coupé immer wieder als persönliches Transportmittel. So fuhr er mit dem Wagen oft zu Sportveranstaltungen und präsentierte es gern Interessenten. In dieser Zeit waren in der Presse auch immer wieder Berichte über Verhandlungen mit potenziellen Firmen zu lesen, bei denen es um den Bau des kleinen Sportwagens ging, doch es kam nie zu einer Vereinbarung. Die US-amerikanische Zeitschrift Sports Car Graphic schrieb einmal dazu:

“At that time [1961] were several companies named as prospective buyers and manufacturers of this car, but evidently the Commendatore must have been a very tough man to deal with, as none of the deals came through.”

„Zu dieser Zeit [1961] wurden mehrere Firmen als potenzielle Käufer und Hersteller dieses Autos genannt, aber offensichtlich muss der Commendatore ein sehr schwieriger Mann gewesen sein, da keiner der Deals zustande kam.“

1961 unternahm Ferrari einen weiteren Versuch, die Attraktivität des Projekts darzustellen. Zu diesem Zweck ließ er von Giotto Bizzarrini ein Fahrgestell entwickeln. Bizzarrini ließ dabei seine Erfahrung beim Bau des Ferrari 250 GTO mit einfließen. Er konstruierte ein Rohrrahmengestell mit zwei ovalen Längsträgern. Die Vorderradaufhängungen hatten röhrenförmige Doppelquerlenker, Schraubenfedern und Teleskopstoßdämpfer und die Hinterradaufhängung bestand aus einer Starrachse mit Halbelliptikfedern und Teleskopstoßdämpfer. Zudem wurden Dunlop-Scheibenbremsen an allen Rädern montiert. Mit dem Bau der Karosserie wurde die Firma Bertone beauftragt. Der damals noch für Bertone arbeitende Giorgio Giugiaro entwarf ein Fließheckcoupé mit aerodynamisch-verkleideten Scheinwerfern. Bei seinem Entwurf nutzte er bewusst Stilelemente von Ferrari, sodass die Beteiligung Ferraris an dem Sportwagen gut zu erkennen war, auch wenn er nicht das Ferrari-Emblem trug. Der Vierzylinder-ohc-Motor hatte einen Hubraum von 1000 cm³. Da die Motorhaube während der Ausstellung nicht geöffnet wurde und keine offiziellen Aussagen über die Abmessungen des neuen Motors bekanntgegeben wurden, spekulierte die Automobilpresse, dass es sich um ein Drittel eines Ferrari-250-V12-Motors handelte, wodurch sich aus 73 mm Bohrung und 58,8 mm Hub einen Hubraum von 984 cm³ ergeben würde. Mit zwei Vergasern vom Typ Weber 38 DCO ausgestattet und einer Verdichtung von 9:1 leistete der Motor 98 PS bei 6800/min. Die Auspuffanlage stammte von Abarth und das Vierganggetriebe von Sunbeam mit einem Overdrive von Laycock-de Normanville für die Gänge drei und vier.
Bertone stellte diesen Sportwagen als Bertone Mille (dt. Bertone Tausend) auf dem Turiner Autosalon im Oktober 1961 aus. Zu dem Zeitpunkt war zwar entschieden bei wem das Auto gebaut wird, aber noch nicht mit welchem Namen.

### 1962, ASA 1000 GT
Mit der Gründung des Unternehmens Autocostruzione, kurz ASA, am 5. April 1962 in Mailand, wurde bekannt, wer der Hersteller des „Ferrarina“ sein wird. Die Leitung übernahmen Oronzio de Nora und sein Sohn Niccolò. Beide leiteten auch den mailändischen Elektrochemiekonzern de Nora, in dem die Produktion des Autos stattfinden sollte. Zudem beteiligten sich noch verschiedene Rennfahrer und Giotto Bizzarrini, der 1961 Ferrari verlassen hatte, an dem Unternehmen. Einen großen Einfluss auf das Zusammentreffen von Ferrari und de Nora soll Luigi Chinetti (Senior) ausgeübt haben, der mit beiden gut bekannt war.
Den ersten Auftritt hatte der ASA 1000 GT auf dem Turiner Autosalon im Herbst 1962. Auf ihrem Stand präsentierte Autocostruzione ein Coupé und einen Spider. Die Coupékarosserie war eine etwas veränderte Version des Bertone Mille. So waren z. B. die Scheinwerfer weiter nach vorn gerückt und nicht mehr aerodynamisch verkleidet. Hergestellt wurde diese aus Stahlblech gefertigte Karosserie von der Carrozzeria Touring. Der Spider hatte die gleiche Linienführung wie das Coupé von Touring, war aber aus Fiberglas und wurde von der Carrozzeria Corbetta gefertigt. Gegen Aufpreis konnte für ihn ein Leichtmetall-Hardtop geordert werden.

### 1963, ASA GTC
In diesem Jahr blieb es ruhig um den kleinen Sportwagen. Es gab zwar einige kleine Zeitungsartikel und verschiedene Fahrzeugtests mit Vorserienfahrzeugen, aber von einer Auslieferung der Serienproduktion war nichts zu erkennen. Nur Giotto Bizzarrini und Piero Drogo überraschten die Motorsportwelt mit dem ersten vom ASA 1000 GT abgeleiteten Rennwagen, den ASA GTC. GT steht dabei für Gran Turismo und C für Competizione (dt. Wettkampf). Bizzarrini, der die technische Entwicklung des GTC ausführte, übernahm im Wesentlichen das Fahrgestell des 1000 GT. Verringerte den Hubraum des Vierzylinder-SOHC-Motors auf 998 cm³ und baute ein Fünfganggetriebe ein. Als Leistung wurden 92 PS angegeben. Die Räder waren mit Amadori-Scheibenbremsen ausgerüstet. Drogo entwickelte eine Coupékarosserie mit Frontmotor und Fließheck das eine Höhe von ca. 1090 mm hatte. Das komplette Rennauto hatte ein Gewicht von ca. 600 kg. Zum Einsatz sollte der GTC in Sebring und Le Mans kommen, was allerdings nicht geschah.

### 1964
Nachdem 1963 sich keine Serienproduktion abzeichnete, wurde durch die Autopresse der Verdacht geäußert, dass sich ASA in Anbetracht der Konkurrenz von Alfa Romeo und Abarth langsam wieder vom Markt zurückziehen würde. Doch Anfang des Jahres 1964 wurden die ersten Fahrzeuge ausgeliefert. Dabei stellte sich heraus, dass das Auto erheblich teurer war als ursprünglich veranschlagt. Die 1960 angegebenen 1.600.000 Lire ab Werk wurden mit 2.520.000 Lire im Jahr 1964 um gut 57 % überschritten. Für den für den Absatz wichtigen US-Markt bedeutete es, dass ein ASA 1000 GT dem Käufer für ca. $6000 angeboten wurde. Dieser Preis lag gut 30 % über dem einer Corvette 427, welche für ca. $4500 zu haben war.
Laut dem 1966 erschienenen World Car Catalogue des italienischen Automobilclubs ACI wurden 1964 52 Autos gebaut.

### 1965, ASA 411
In diesem Jahr begann ASA auch Motorsporteinsätze zu unternehmen. Zu diesem Zweck wurden für die Targa Florio 1965 zwei ASA 1000 GT renntauglich umgebaut. Für den ersten Einsatz waren die beiden Fahrzeuge sehr erfolgreich. Sie belegten die Plätze fünf und sechs in der Prototypenklasse bis 1600 cm³.
Im Herbst des gleichen Jahres stellte ASA den 411 vor. Der ASA 411 war eine weitere Rennwagenableitung des 1000 GT. Die Karosserie hatte das gleiche Design wie das Coupé von Touring, wurde aber bei der Carrozzeria Marazzi hergestellt. Äußerliche Unterschiede waren vor allem die nach hinten geneigten Streuscheiben der Scheinwerfer, der Tankstutzen mit Schnellverschluss, eine Lufthutze auf der Motorhaube und keine Luftauslässe in den Kotflügeln. Zur Gewichtseinsparung war die Karosserie aus Leichtmetall und hatte Seitenscheiben und Heckscheibe aus Kunststoff. Um besser in Rennklassen bis 1100 cm³ konkurrieren zu können, war der Motor auf 1,1 l vergrößert worden.
Für 1965 gab der italienischen Automobilclub in seinem World Car Catalogue von 1967 die Anzahl der gebauten Autos mit 190 an.

### 1966, ASA Roll-Bar
Trotz sich abzeichnender finanzieller Schwierigkeiten bei ASA, stellte ASA im Frühjahr 1966 zum Genfer Auto-Salon den ASA Roll-Bar vor. Er war erneut ein vom 1000 GT abgeleiteter Rennwagen diesmal für die Wahl zwischen einem Sechszylinder-1,3-Liter-Motor und einem Vierzylinder-1,8-Liter-Motor. Das Design des Coupés mit Stufenheck stammte von Luigi Chinetti junior und wurde von der Carrozzeria Corbetta aus Kunststoff gefertigt. Zwei Roll-Bar mit 1,3-Liter-Motor wurden zum ersten Mal beim 24-Stunden-Rennen von Le Mans 1966 eingesetzt. Beide Fahrzeuge fielen während des Rennens aus.
Ebenfalls 1966 stellte ASA das 1000 GT Coupé aus Kunststoff vor. Die Linienführung ähnelte nun dem ASA 411 mit seinen nach hinten geneigten Streuscheiben der Scheinwerfer. Das 1000 GT Coupé hatte allerdings im Gegensatz zum 411 keine Kunststoffscheiben und keinen Schnelltankverschluss. Die Seitenfenster konnten versenkt werden, die Motorhaube hatte keine Lufthutze und der Motorraum hat seitliche Luftauslässe in den Kotflügeln. Die Presse nannte dieses Fahrzeug auch Serie 2. Wie viele von diesen Coupés mit Kunststoffkarosserie gebaut wurden, ist nicht bekannt.

### 1967
Noch im ersten Halbjahr 1967 wurde die Produktion eingestellt.

## Rennsport

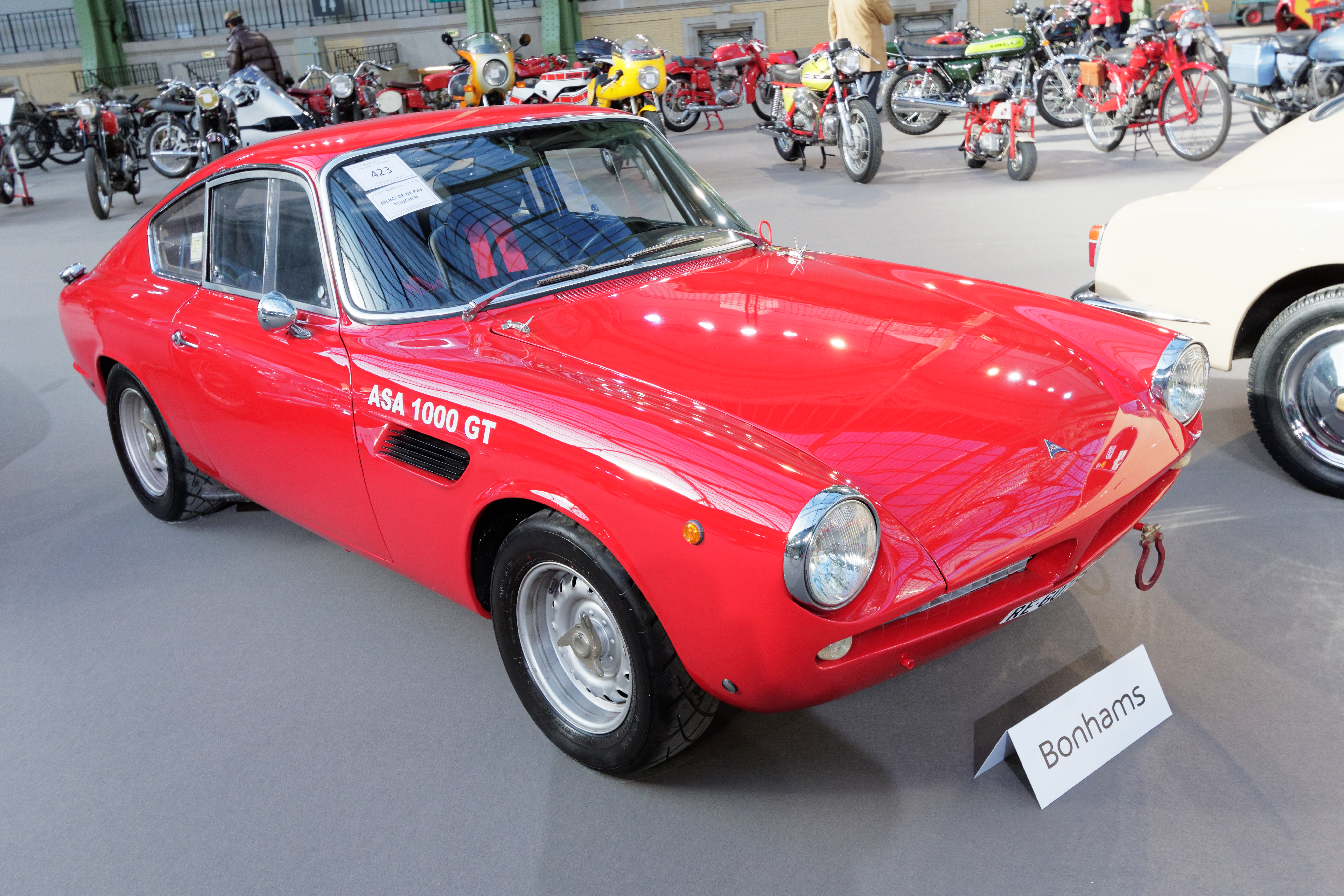
ASA 1000 GT von 1964 auf der Auktion Les Grandes Marques du Monde au Grand Palais von Bonhams 2015

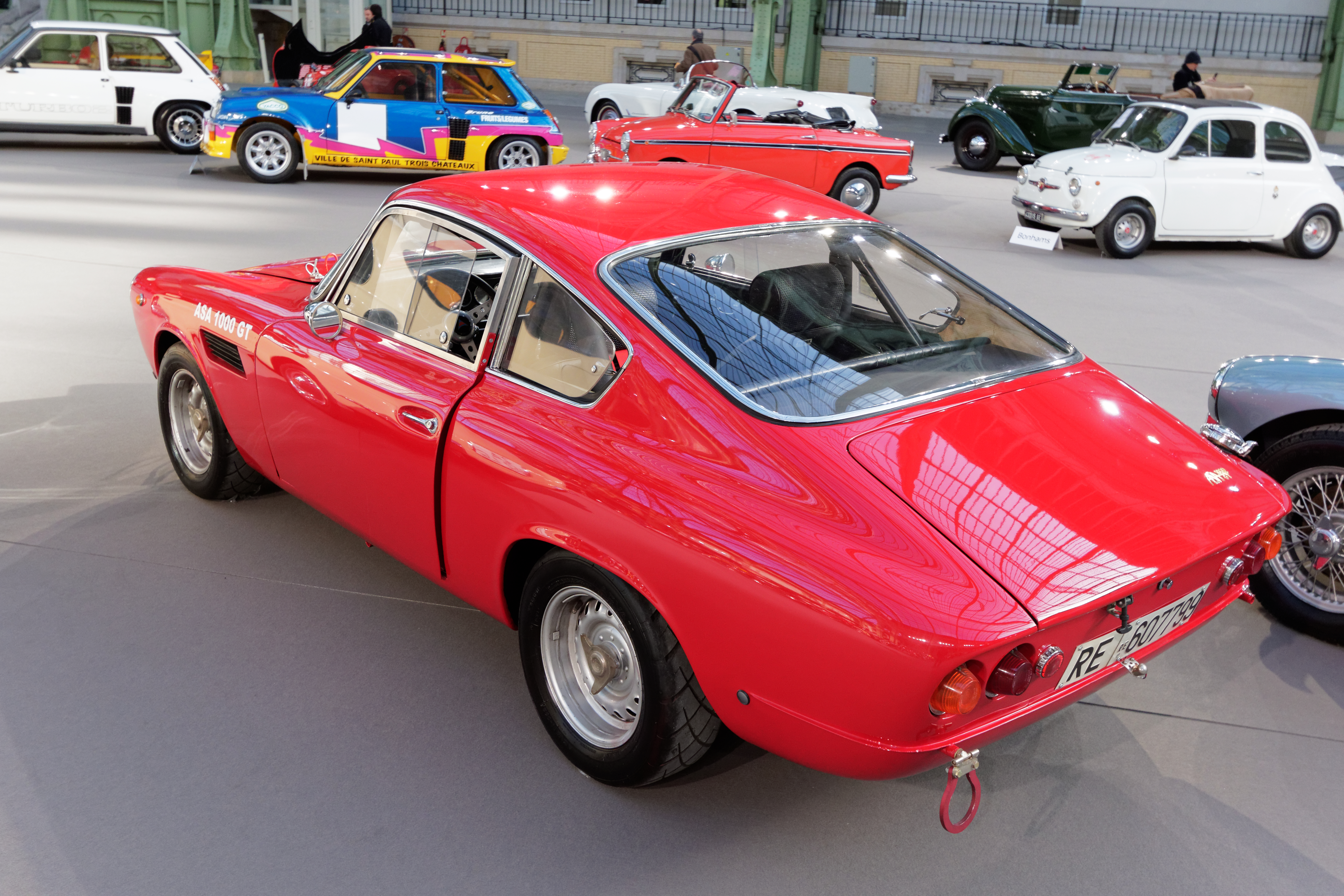
Heckansicht desselben ASA 1000 GT von 1964 ebenda 2015

Der ASA 1000 GT wurde eigentlich nicht mit dem Hintergrund ihn bei Rennen einzusetzen gebaut. Dafür waren die von ihm abgeleiteten Fahrzeuge GTC, 411 und Roll-Bar vorgesehen. Trotzdem wurden einige Fahrzeuge renntauglich umgebaut. ASA selbst setzte zwei bei der Targa Florio 1965 sehr erfolgreich ein. Sie erreichten in der Klasse Prototypen bis 1600 cm³ den fünften und sechsten Platz. Auch bei der Targa Florio 1966 wurde ein 1000 GT eingesetzt. Dabei handelte es sich um ein Coupé mit Kunststoffkarosserie. Gemeldet als ASA 411 trug es die Startnummer 202. Es konnte das Rennen nicht erfolgreich beenden. Vereinzelt setzten auch Privatfahrer das Fahrzeug bei Rennen ein.
Ein interessantes Fahrzeug versteigerte am 2. Februar 2015 Bonhams bei der Auktion Les Grandes Marques du Monde au Grand Palais. Das angebotene Coupé war ein stark modifizierter ASA 1000 GT von 1964 das ursprünglich auf Niccolò de Nora zugelassen war. Der Rennwagen wurde für die Targa Florio 1965 mit vielen Merkmalen des kommenden ASA 411 ausgerüstet. So hat der Wagen Seitenfenster zum Schieben, statt der Tankklappe einen Tankstutzen mit Schnellverschluss und den auf 1,1 l vergrößerten Motor. Zusätzlich hatte er auch die typischen Merkmale des 1000 GT wie, aufrechtstehende Streuscheiben der Scheinwerfer, keine Lufthutze auf der Motorhaube und Luftauslässe in den Kotflügeln. So präpariert wurde der Rennwagen zwar zum Test auf der Targa Florio 1965 eingesetzt, aber nicht zum eigentlichen Rennen. Der ASA 1000 GT wurde für 103.500 € versteigert.

## Beschreibung des Fahrzeugs

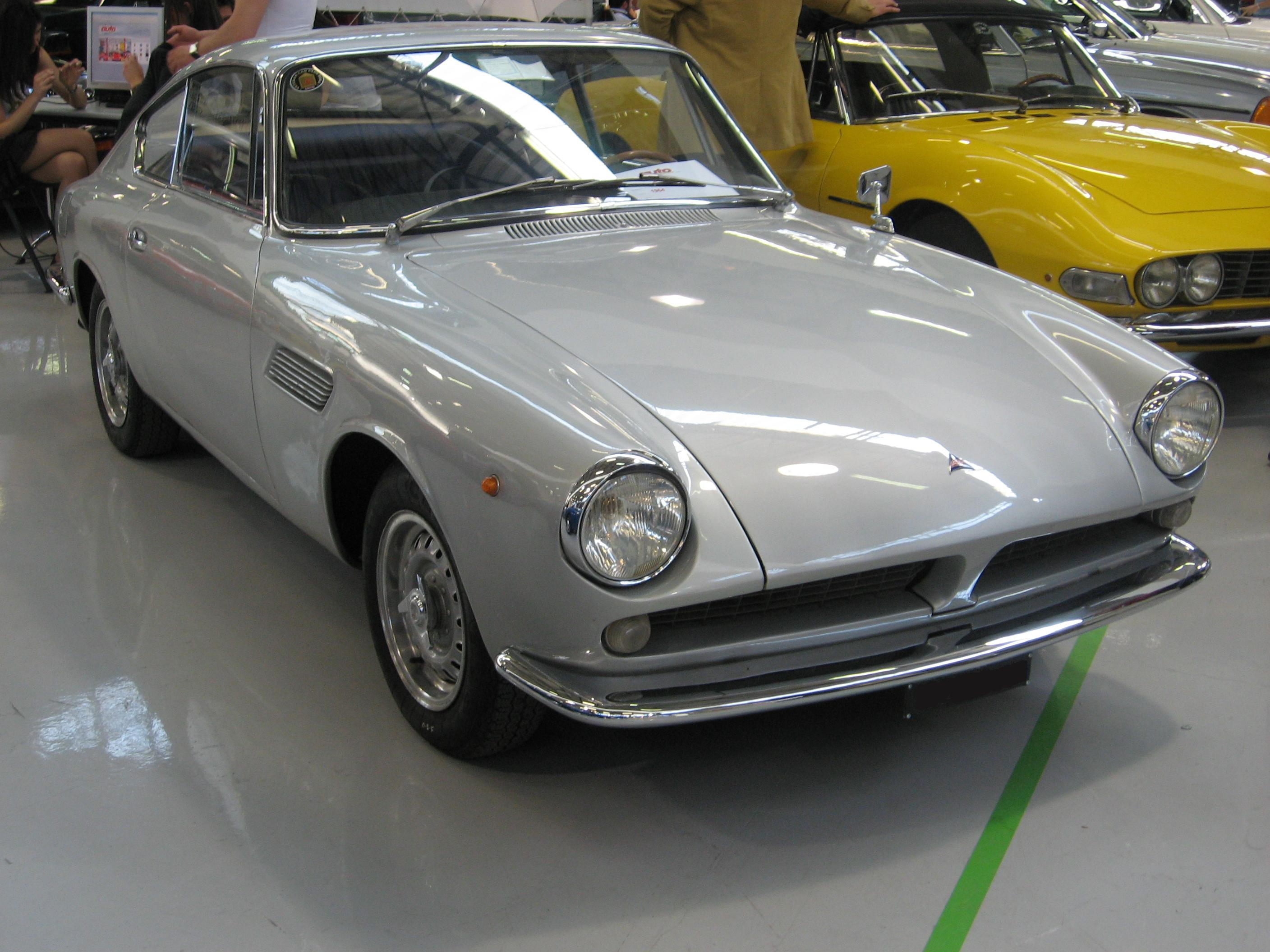
ASA 1000 GT Coupé

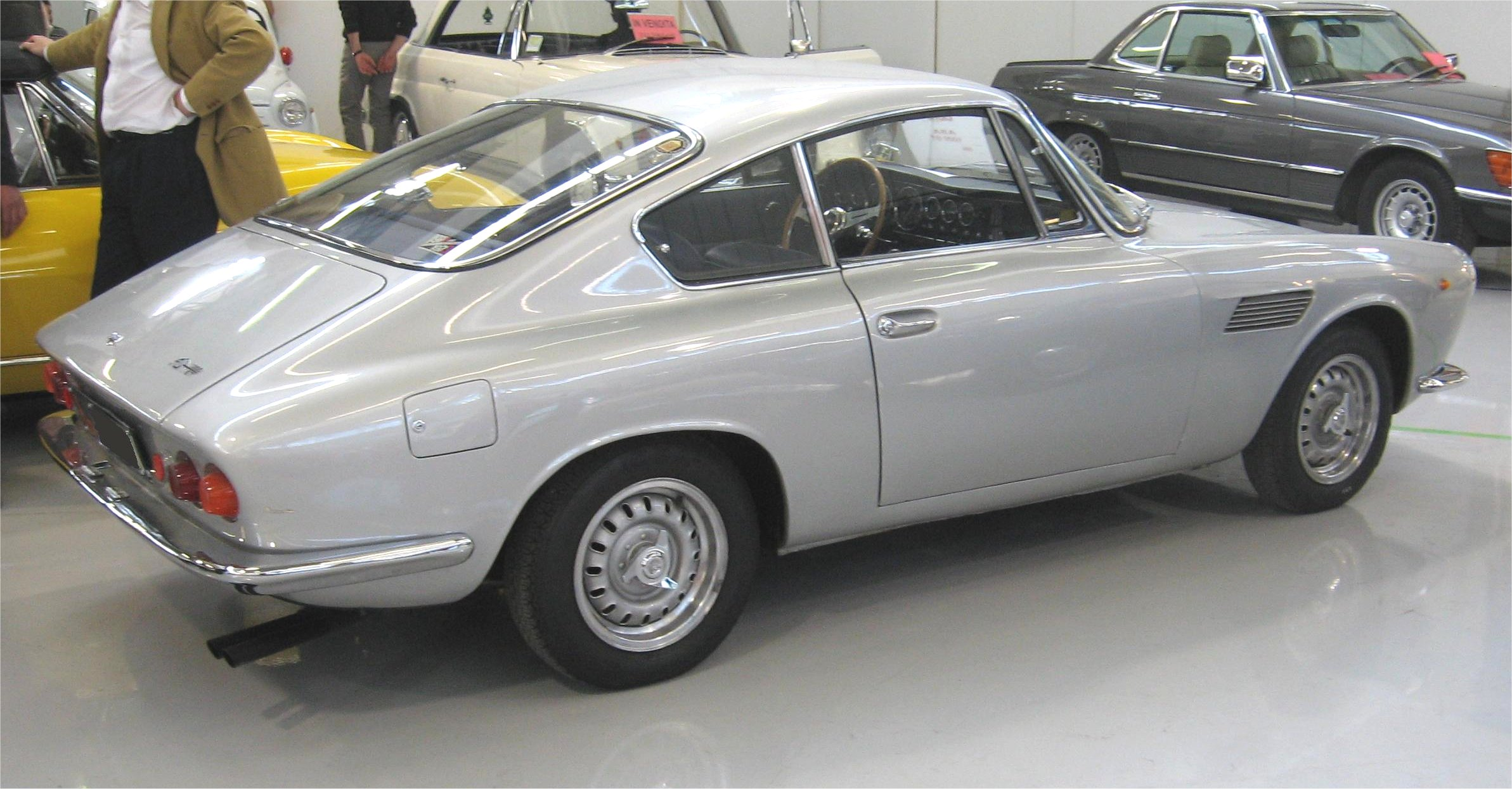
ASA 1000 GT Coupé

### Motor
Der Motor ist ein Vierzylinder-Viertakt-Ottomotor. Die Zylinder sind in Reihe angeordnet und die Kolben laufen in nassen Zylinderlaufbuchsen. Zylinderkopf und -block sind aus Leichtmetall. Die über eine Kette angetriebene Nockenwelle liegt im Zylinderkopf und steuert über Kipphebel die Ventile. Jeder Zylinder hat zwei in einem V-Winkel von 60° hängende Ventile. Die Gemischaufbereitung wird durch zwei Weber 40 DCOE9 Doppelvergaser erzeugt. Der Kühler ist vor dem Motor angeordnet und fasst 5 Liter Flüssigkeit. Nach SAE erreichte der Motor 1962 rund 94 PS pro einem Liter Hubraum. Ab 1964 wurde die Leistung des Motors gesenkt. Dadurch senkte sich die Literleistung auf rund 88 SAE-PS bzw. 81 CUNA-PS ab.

### Kraftübertragung
Die Kupplung ist eine Einscheibentrockenkupplung. Das anschließende Getriebe hat vier Vorwärtsgänge und einen Rückwärtsgang, einen Overdrive für die Gänge drei und vier und ist vollsynchronisiert. Der vierte Gang ist direkt übersetzt, wenn der Overdrive nicht eingeschaltet ist. 1962 wurde das Getriebe von Sunbeam geliefert mit einem Overdrive von Laycock-de Normanville. Ab 1964 bekam der ASA 1000 GT das Getriebe von Humber mit einem Overdrive von Auto-Transmissions. Vom Getriebe wurde die Kraft mittels einer Kardanwelle auf das Hinterachsgetriebe mit Hypoidantrieb geleitet. Das Übersetzungsverhältnis betrug 9:41 (ca. 4,56:1).

### Fahrwerk und Fahrgestell
Das Chassis ist ein Rohrrahmengestell mit zwei ovalen Längsträgern. Die Vorderräder sind einzeln aufgehängt. Die Aufhängung besteht aus Trapez-Dreiecksquerlenkern, Schraubenfedern und Teleskopstoßdämpfern und sind über eine Kurvenstabilisator miteinander verbunden. Die Hinterradaufhängung besteht aus einer Starrachse mit Schraubenfedern, Längslenkern, Wattgestänge und Teleskopstoßdämpfer. Die Bremsanlage ist eine hydraulische Zweikreisbremse. Jedes Rad hat eine Scheibenbremse von Dunlop. Die Handbremse wirkt auf die Hinterräder. Die Lenkung ist als Zahnstangenlenkung ausgelegt. Von Anschlag zu Anschlag werden 3,25 Umdrehungen benötigt.

### Karosserien
Der erste Entwurf war das 1961 von Giorgio Giugiaro entworfene und von Bertone vorgestellte Coupé Mille. Auf der Grundlage dieses Prototyps wurde eine Serienkarosserie gestalte, die optisch im Wesentlichen gleich war. Mit der Serienproduktion des zweisitzigen Coupés aus Stahlblech wurde die Firma Carrozzeria Touring beauftragt.
Eine weitere Ableitung des Giugiaro-Designs war der Spider. Bei seiner Gestaltung wurde im Wesentlichen die Linie des Coupés beibehalten. Da das Coupé über ein Fließheck verfügte, musste beim Spider das Heck neu gestaltet werden. Die Karosserie wurde aus Kunststoff gefertigt. Zusätzlich konnte ein Hardtop aus Leichtmetall bestellt werden. Hersteller der Spider-Karosserie war die Firma Carrozzeria Corbetta.
1966 wurden bei der Carrozzeria Corbetta eine unbekannte Anzahl von Coupés mit Kunststoffkarosserie gebaut. Übernommen wurde grundsätzlich das Design des Coupés der Carrozzeria Touring. Ergänzt wurde es mit Stilelementen des Rennwagens ASA 411. In der Presse wurde das Auto auch als ASA 1000 GT Serie 2 bezeichnet.

### Technische Daten
| ASA 1000 GT                                                                                         | ASA 1000 GT                                             | ASA 1000 GT                                             |
| Modell                                                                                              | Vorserie (1962)                                         | Serie (ab 1964)                                         |
| --------------------------------------------------------------------------------------------------- | ------------------------------------------------------- | ------------------------------------------------------- |
| Motor                                                                                               | Vierzylinder-Viertakt-Ottomotor                         | Vierzylinder-Viertakt-Ottomotor                         |
| Hubraum                                                                                             | 1032 cm³                                                | 1032 cm³                                                |
| Bohrung × Hub                                                                                       | 69 × 69 mm                                              | 69 × 69 mm                                              |
| Verdichtung                                                                                         | 9,1:1                                                   | 9,1:1                                                   |
| Leistung nach SAE bei 1/min                                                                         | 97 PS (71,3 kW) bei 7000                                | 91 PS (66,9 kW) bei 6800                                |
| Leistung nach CUNA bei 1/min                                                                        | –                                                       | 84 PS (61,8 kW) bei 6800                                |
| Drehmoment nach DIN bei 1/min                                                                       | 9 kpm (88 Nm) bei 3800                                  | –                                                       |
| Drehmoment nach SAE bei 1/min                                                                       | –                                                       | 10,3 kpm (101 Nm) bei 5500                              |
| Drehmoment nach CUNA bei 1/min                                                                      | –                                                       | 9,1 kpm (89 Nm) bei 5500                                |
| Getriebe                                                                                            | Viergang mit Overdrive für den 3. und 4. Gang           | Viergang mit Overdrive für den 3. und 4. Gang           |
| Übersetzungen 1. Gang 2. Gang 3. Gang 3. Gang + Overdrive 4. Gang 4. Gang + Overdrive Rückwärtsgang | 3,333:1 2,105:1 1,380:1 1,075:1 1,000:1 0,780:1 4,240:1 | 3,120:1 1,970:1 1,280:1 1,025:1 1,000:1 0,800:1 3,320:1 |
| Radstand                                                                                            | 2200 mm                                                 | 2200 mm                                                 |
| Spurweite vorn                                                                                      | 1226 mm                                                 | 1226 mm                                                 |
| Spurweite hinten                                                                                    | 1240 mm                                                 | 1240 mm                                                 |
| Länge × Breite × Höhe                                                                               | 3880 × 1550 × 1200 mm                                   | 3880 × 1550 × 1200 mm                                   |
| Leergewicht                                                                                         | 780 kg                                                  | Coupé 830 kg, Spider 720 kg                             |
| Reifen                                                                                              | 145HR13                                                 | 145HR13                                                 |
| Tankinhalt                                                                                          | Coupé 60 l, Spider 65 l                                 | Coupé 60 l, Spider 65 l                                 |
| Beschleunigung 0–100 km/h                                                                           | -                                                       | 13 s                                                    |
| Höchstgeschwindigkeit                                                                               | 190 km/h                                                | 185 km/h                                                |
| Kraftstoffverbrauch                                                                                 | 10–12 l/100 km                                          | 10–12 l/100 km                                          |
| Preis                                                                                               |                                                         | 18.000 DM (1965)                                        |

## De-Nora-Sammlung
Am 10. Juni 2013 wurden durch das Auktionshaus Artcurial zwei ASA 1000 GT aus der Sammlung der Familie de Nora versteigert.